# Wolpertshausen
Wolpertshausen – miejscowość i gmina w Niemczech, w kraju związkowym Badenia-Wirtembergia, w rejencji Stuttgart, w regionie Heilbronn-Franken, w powiecie Schwäbisch Hall, wchodzi w skład związku gmin Ilshofen-Vellberg. Leży ok. 12 km na północny wschód od Schwäbisch Hall, przy autostradzie A6 i drodze krajowej B14.